# جيمس د. روبنسون
جيمس د. روبنسون هو سياسي كندي، ولد في 21 أكتوبر 1840، وتوفي في 18 أبريل 1912.